# Leopold Nicolaus von Ende
Leopold Nicolaus Freiherr von Ende (* 6. Dezember 1715 in Halle (Saale); † 14. April 1792 in Altjeßnitz) war ein kursächsischer Politiker und Minister. Er war Träger des Großkreuzes des Militär-St.-Heinrichs-Ordens. Des Weiteren war er Erbherr auf Altjeßnitz, Trinum, Roitsch, Deutschenbohra und Ober-Eula.

## Herkunft
Ende entstammte der alten Adelsfamilie Sachsens von Ende und war der Sohn des preußischen Regierungsrats und Domherrn des Stifts Halberstadt Hans Adam Freiherr von Ende (* 9. November 1686; † 1746) und dessen erster Frau Beate Sophie Juliane von Danckelmann (* 13. Januar 1690; † 16. September 1716). Seine Mutter war die Tochter des preußischen Ministers Bartholomäus Nikolaus von Danckelmann. August Friedrich von Ende war sein Stiefbruder.

## Leben
Nach der Entlassung seines Amtsvorgängers Johann Georg Friedrich von Einsiedel durch den sächsischen Administrator Xaver 1766 wurde Ende zu Einsiedels Nachfolger als Kabinettsminister und Staatssekretär für innere Angelegenheiten und das Kriegswesen berufen. Wegen der unglücklichen Verhandlungen mit dem Abenteurer und Doppelagenten Peter Aloysius Marquis d’Agdollo wurde er am 26. März 1777 gemeinsam mit seinem Ministerkollegen Graf Carl von der Osten-Sacken (1725–1794) wenig ehrenhaft entlassen.

## Familie
Er heiratete am 15. Juni 1751 in Dresden Erdmuthe Henriette von Schönberg (*  4. April 1718; † 25. Februar 1791), eine Tochter des königlich polnischen und kursächsischen Ministers Graf Johann Friedrich von Schönberg auf Berthelsdorf und Nieder Ottendorf und Caroline Eleonore von Bünau aus dem Haus Püchau. Das Paar hatte mehrere Kinder, darunter:
- Fredrika Henriette (* 30. März 1752) ⚭ 22. Juni 1773 Ernst Adam Levin von Throtta genannt Treyen, Kammerherr
- Karl Dietrich Leopold (* 22. Juli 1753) ⚭ 4. August 1790 Christiane Henriette Erdmutha Auguste von Globig
- Johann Ludwig Gottlob (* 21. September 1754; † 26. Juli 1755)
- Friedrich Josef Emanuel (* 11. Dezember 1755; † 17. März 1781)
- Henrich Ferdinand (* 24. Dezember 1756)
- Sophia Constantina Augusta (* 26. Februar 1758) ⚭ 8. Oktober 1781 Freiherr Friedrich Karl von Ende, Kammerrat in Zeitz